# Phytoseius woolwichensis
Phytoseius woolwichensis är en spindeldjursart som beskrevs av Schicha 1977. Phytoseius woolwichensis ingår i släktet Phytoseius och familjen Phytoseiidae. Inga underarter finns listade i Catalogue of Life.